# Isaquiel Cori
Isaquiel Cori (Luanda, 1967) é um escritor e jornalista angolano.
No período em que militou nas FAPLA (Forças Armadas Populares de Libertação de Angola), entre 1985 e 1991, trabalhou como bibliotecário nas bases navais de Luanda e Lobito.
É editor no Jornal de Angola.

## Obras
- Sacudidos pelo vento, romance, União dos Escritores Angolanos, 1996
- O último feiticeiro, contos, Chá de Caxinde, 2005
- Pessoas com quem falar, entrevistas, em co-autoria com Aguinaldo Cristóvão, União dos Escritores Angolanos, 2006
- O último recuo, romance, 2010